# OneSwarm
OneSwarm ist ein an der Universität von Washington entwickelter P2P-Client, der sich durch seine anonyme Netzwerkstruktur auszeichnet. OneSwarm ist abwärtskompatibel zu BitTorrent, enthält allerdings auch neue Funktionen, um die Anonymität seiner Nutzer zu wahren. Dabei basiert das Programm auf einem so genannten friend-to-friend Darknet, also einem P2P-Netzwerk, in dem der Nutzer anhand seiner „Freunde“ – in der Regel vertrauenswürdige andere Nutzer – entscheidet, wer Dateizugriff hat und wer nicht. Des Weiteren verfügt das Programm über eine Suchfunktion (im Gegensatz zu normalen BitTorrent-Clients) sowie ein Web-GUI, das heißt eine Benutzerschnittstelle über den Webbrowser, welche auch zur Fernsteuerung des Programmes genutzt werden kann.
OneSwarm basiert auf dem Code des BitTorrent-Clients Vuze und die Beta-Version benutzt an manchen Stellen immer noch den Namen Azureus für sich, das heißt den Namen des ursprünglichen Vuze-Netzwerkkerns.

## Verwandte Projekte
- RetroShare – anderes Programm mit ähnlicher Zielsetzung, jedoch mehr für Filesharing, Messenger und Newsgroups gedacht.
- GNUnet
- I2P